# Ngô Hán Đồng
Ngô Hán Đồng (1930 - 1972) nguyên là một sĩ quan Pháo binh cao cấp của Quân lực Việt Nam Cộng hòa. Ông xuất thân từ những khóa đầu tiên ở trường Sĩ quan Trừ bị do Chính phủ Quốc mở ra ở Nam phần với mục đích đào tạo sĩ quan người Việt phục vụ trong Quân đội Liên hiệp Pháp. Ra trường ông được chọn về đơn vị Pháo binh. Hầu hết thời gian tại ngũ, ông đã phục vụ trong Binh chủng này. Có một thời gian, ông được chuyển nhiệm vụ sang lĩnh vực Hành chính quân sự. Năm 1972, khi đang là Đại tá Chỉ huy trưởng Pháo binh cấp Quân đoàn, ông bị tử nạn trong khi đang thi hành nhiệm vụ, được truy thăng cấp bậc Chuẩn tướng.

## Tiểu sử & Binh nghiệp
Ông sinh ngày 28 tháng 12 năm 1930 trong một gia đình Nho học tại Hà Nội, Việt Nam. Năm 1951 ông tốt nghiệp Trung học chương trình Pháp tại Hà Nội với văn bằng Tú tài toàn phần (Part II). Sau này, khi đang phục vụ trong Quân đội, ông ghi danh vào Đại học Luật khoa và tốt nghiệp Cử nhân Luật vào năm 1962.

### Quân đội Quốc gia Việt Nam
Hạ tuần tháng 9 năm 1952, thi hành lệnh động viên, ông nhập ngũ vào Quân đội Quốc gia, mang số quân: 50/300.531, theo học khóa 2 Phụng sự tại trường Sĩ quan Trừ bị Thủ Đức, khai giảng ngày 1 tháng 10 năm 1952. Ngày 1 tháng 4 năm 1953 mãn khóa tốt nghiệp với cấp bậc Thiếu úy. Ra trường, được chọn về đơn vị Pháo binh, đồn trú tại Hải Phòng.

### Quân đội Việt Nam Cộng hòa
Tháng 11 năm 1955, sau khi Chính thể Đệ nhất Cộng hòa ra đời và Quân đội Quốc gia được đổi tên thành Quân đội Việt Nam Cộng hòa, ông được thăng cấp Trung úy và được cử làm Pháo đội trưởng.
Tháng 11 năm 1959, ông được thăng cấp Đại úy tại nhiệm. Sau đó được giao trách nhiệm thành lập và giữ chức vụ Tiểu đoàn trưởng đầu tiên của Tiểu đoàn 37 Pháo binh. Tháng 7 năm 1962, ông được thăng cấp Thiếu tá nhận lệnh bàn giao Tiểu đoàn 37 Pháo binh lại cho Đại úy Thân Trọng Thắng để chuyển về Trung ương phục vụ trong Bộ chỉ huy Pháo binh. Đầu tháng 2 năm 1964, sau cuộc Chỉnh lý ngày 30 tháng 1 của tướng Nguyễn Khánh, ông được thăng cấp Trung tá biệt phái sang lĩnh vực Hành chính quân sự, chuyển ra Quân khu 2 ông được bổ nhiệm làm Tỉnh trưởng kiêm Tiểu khu trưởng tỉnh Phú Bổn.
Tháng 6 năm 1968 ông nhận lệnh bàn giao chức vụ Tỉnh trưởng Phú Bổn lại cho Trung tá Nguyễn Văn Nghiêm. Sau đó ông được chuyển nhiệm vụ về giữ chức vụ Tỉnh trưởng kiêm Tiểu khu trưởng Ninh Thuận (cũng thuộc Quân khu 2) thay thế Trung tá Kha Vãng Huy.
Ngày Quân lực 19 tháng 6 năm 1971, ông được thăng cấp Đại tá tại nhiệm. Một tháng sau, ông nhận lệnh bàn giao tỉnh Ninh Thuận lại cho Trung tá Trần Văn Tự để đi du học lớp Chỉ huy Tham mưu cao cấp tại Học viện Chỉ huy và Tham mưu Fort Leavenworth, thuộc Tiểu bang Kansas, Hoa Kỳ. Đầu năm 1972 mãn khóa học về nước, ông được điều động trở lại Binh chủng Pháo binh, chuyển ra miền Trung được cử giữ chức vụ Chỉ huy trưởng Bộ chỉ huy Pháo binh Quân đoàn I do Trung tướng Hoàng Xuân Lãm làm Tư lệnh Quân đoàn.

## Tử nạn
Ngày 25 tháng 2 năm 1972, tham gia phái đoàn (do Chuẩn tướng Phan Đình Soạn, Tư lệnh phó Quân đoàn I làm Trưởng đoàn) dùng trực thăng bay từ Bộ Tư lệnh Quân đoàn I đến thăm tàu Hải quân Hoa Kỳ neo tại vịnh Đà Nẵng. Trên đường bay trở về cùng ngày, vì lý do kỹ thuật phi cơ bị rớt và chìm cách chân núi Hòn Hàn 2 cây số, ông bị tử thương, hưởng dương 42 tuổi.
Vì hy sinh trong khi thi hành nhiệm vụ nên ông được truy thăng cấp bậc Chuẩn tướng và truy tặng Đệ tam đẳng Bảo quốc Huân chương kèm Anh dũng bội tinh với nhành Dương liễu.
Tang lễ của ông được tổ chức theo lễ nghi quân cách của một tướng lãnh. An táng tại Nghĩa trang Quân đội Quốc gia Biên Hòa.
-Ngay sau khi ông bị tử nạn, Đại tá Phạm Kim Chung được cử thay thế vào chức vụ Chỉ huy trưởng Pháo binh Quân đoàn I.

## Gia đình
- Thân phụ: Cụ Ngô Hán Trọng
- Thân mẫu: Cụ Nguyễn Thị Nhân
- Bào đệ: Ngô Duy Lâm[8], Ngô Xuân Sơn.
- Bào muội: Ngô Minh Phượng, Ngô Thúy Loan, Ngô Bạch Yến.
- Phu nhân: Bà Trần Thị Anh Chính

Ông bà có tám người con (5 trai, 3 gái):
Ngô Thị Anh Thủy, Ngô Anh Tuấn, Ngô Anh Tú, Ngô Thị Anh Thư, Ngô Anh Tài, Ngô Thị Anh Trang, Ngô Anh Thơ, Ngô Anh Thuận.